# Pseudasphondylia zanthoxyli
Pseudasphondylia zanthoxyli är en tvåvingeart som beskrevs av Mo, Bu och Li 2007. Pseudasphondylia zanthoxyli ingår i släktet Pseudasphondylia och familjen gallmyggor. Inga underarter finns listade i Catalogue of Life.